# Frithjof Seidel
Frithjof Seidel (28 de mayo de 1997) es un deportista alemán que compite en saltos de trampolín y natación sincronizada.
En salto ganó una medalla de bronce en los Juegos Europeos de Bakú 2015. En natación sincronizada obtuvo una medalla de plata en los Juegos Europeos de Cracovia 2023 y una medalla de oro en el Campeonato Europeo de Natación de 2024.

## Palmarés internacional
| Juegos Europeos | Juegos Europeos   | Juegos Europeos   | Juegos Europeos      |
| Año             | Lugar             | Medalla           | Prueba               |
| --------------- | ----------------- | ----------------- | -------------------- |
| 2015            | Bakú (Azerbaiyán) | Medalla de bronce | Trampolín 3 m sincro |

| Juegos Europeos    | Juegos Europeos    | Juegos Europeos  | Juegos Europeos   |
| Año                | Lugar              | Medalla          | Prueba            |
| ------------------ | ------------------ | ---------------- | ----------------- |
| 2023               | Oświęcim (Polonia) | Medalla de plata | Combinación libre |
| Campeonato Europeo |                    |                  |                   |
| Año                | Lugar              | Medalla          | Prueba            |
| 2024               | Belgrado (Serbia)  | Medalla de oro   | Rutina acrobática |